# Tertiäre Ölgewinnung
Enhanced Oil Recovery (EOR) oder tertiäre Ölgewinnung (auch Tertiary Oil Recovery TOR) ist eine Bezeichnung für Techniken der Ölförderung, die eine Ölausbeute ermöglichen, die über die mit primären und sekundären Methoden erzielbare hinausgeht.
Bei den primären und sekundären Methoden der Ölförderung beträgt die Ausbeute 20 bis 40 %. Durch den Einsatz verschiedener Techniken der tertiären Methoden lässt sich die Ölausbeute auf 30–60 % erhöhen.

## Methoden
Es gibt verschiedene Methoden des EOR, beispielsweise die Injektion von Gasen, von Chemikalien, hauptsächlich Tensiden, oder von Mikroorganismen, weiterhin die Ultraschallstimulation und die Einwirkung von Wärme, etwa durch Einpressen von heißem Wasserdampf.

### Gas-Injektion
Gas-Injektion ist eine häufig verwendete Methode. Dabei wird Gas unter hohem Druck in ein Bohrloch geführt, um das Öl an die Oberfläche zu drücken. Neben der rein mechanischen Wirkung des Gases treten zum Teil auch positive Effekte durch eine Viskositätsverminderung auf. Diese sind darauf zurückzuführen, dass sich das Gas teilweise im Öl löst und damit seine Viskosität herabsetzt. Häufig verwendete Gase sind Kohlenstoffdioxid (CO2), Stickstoff (N2) und Erdgas. Die Verknüpfung von CO2-Injektion mit der CO2-Abscheidung wird insbesondere in Kanada erprobt.

### Injektion von Chemikalien
Verschiedene Arten von Chemikalien mit verschiedenen Wirkungsweisen werden zur Ausbeuteerhöhung verwendet.
Polymerfluten (= Viskositätsfluten): Wasserlösliche Polymere werden dem eingepressten Wasser zugesetzt, um dessen Viskosität zu erhöhen. Die Ablösung des Öls vom Speichergestein und seine Verdrängung wird damit mechanisch gefördert.
Tensidfluten (= Detergentienfluten): Zusatz von Tensiden (Detergentien) zum eingepressten Wasser bewirken, dass das Rohöl vom Feststoff des Speichergesteins durch Veränderung der Grenzflächenspannungen abgelöst und so mobilisiert wird.

### Ultraschalltechniken
Es wurden verschiedene Ultraschalltechniken vorgeschlagen. Dabei soll der Bohrkopf so modifiziert werden, dass piezoelektrisch eine Ultraschallschwingung auf das Speichergestein übertragen wird, um ein Herauslösen der Öltröpfchen zu ermöglichen.

### Injektion von Mikroorganismen
Die Injektion von Mikroorganismen mit ölmobilisierender Wirkung ist nicht weit verbreitet, wird aber gegenwärtig intensiv erforscht. Wirksam sind einerseits Mikroorganismen, die Biotenside bilden, teils sogar aus langkettigen Bestandteilen des Erdöls, andererseits solche, die Gase erzeugen, beispielsweise CO2 (siehe oben Gas-Injektion). Dabei werden auch gentechnisch veränderte Mikroorganismen erprobt. Die Mikroorganismen werden zusammen mit Nährstoffen injiziert, etwa mit Kohlenhydraten. Es wird auch versucht, das Wachstum der natürlich im Speichergestein vorkommenden Bakterien durch Einspeisen von Nährstoffen zu fördern und damit die Ablösung des Öls zu bewirken.
Ein weiterer Ansatz ist die Verwendung von Mikroorganismen, welche die im Erdöl vorkommenden langkettigen Alkane in kurzkettige aufbrechen und so ein Einstocken des Öls bei der Förderung vermindern sollen.

### Thermische Gewinnung
Bei der thermischen Gewinnung, etwa durch Einpressen von Heißdampf, steht die mit Erwärmung verbundene Viskositätserniedrigung des Rohöls im Vordergrund.

## Kosten und Vorteile
Die Kosten-Nutzen-Analyse der EOR-Methoden hängt vom aktuellen Ölpreis ab. In Zeiten eines relativ niedrigen Ölpreises werden tertiäre Methoden in der Regel nicht eingesetzt. Der Gewinn kann allerdings in Zeiten hoher Ölpreise bis zu 100 US$ pro Tonne Rohöl betragen.